# Ernesto Frederico III, Duque de Saxe-Hildburghausen
Ernesto Frederico Carlos de Saxe-Hildburghausen (em alemão Ernst Friedrich Carl von Sachsen-Hildburghausen) (Königsberg, 10 de junho de 1727 - Straufhain, 23 de setembro de 1780), foi duque soberano de Saxe-Hildburghausen.

## Biografia
Ernesto era o filho mais velho de Ernesto Frederico II, Duque de Saxe-Hildburghausen e de Carolina de Erbach-Fürstenau. Sucedeu ao pai  (como Ernesto Frederico III) em 1745, aos dezoito anos de idade. Como ainda não havia atingido a maioridade à época da morte de seu pai, a duquesa-viúva assumiu a regência do estado até 1748, quando Ernesto completou vinte e um anos.
O jovem duque era considerado um homem inteligente e talentoso, além de ser um dos mais belos príncipes da época. Afeito às artes e à cultura, chegou a doar uma luxuosa biblioteca à sua cidade natal e ordenou a reforma de um antigo teatro da corte para a encenação de espetáculos de ópera. 
Os gastos extravagantes e as despesas com a exagerada pompa militar acabaram gerando um sério desequilíbrio nas finanças do ducado. Após fazer uso, em 1757, do Münzregal (tributo que os vassalos pagavam ao imperador), o duque viu-se envolvido numa denúncia da tesouraria do reino. Ciente dos fatos, o imperador José II ordenou a criação de uma "comissão de débito" dirigida pela duquesa Carlota Amália de Saxe-Meiningen e pelo príncipe José Frederico de Saxe-Hildburghausen (tio-avô do duque), com o objetivo de regular as despesas do estado e fiscalizar as dívidas não quitadas em 1769. A situação financeira do ducado era tão desastrosa que os trinta e cinco anos de duração da comissão não pôde debelar eficazmente todas as dívidas.

## Casamento e descendência
Ernesto casou-se em primeiras núpcias em Copenhague, em 1 de outubro de 1749, com a princesa Luísa da Dinamarca, filha do rei Cristiano VI. O matrimônio gerou uma filha:
- Frederica Sofia Juliana Carolina (1755-1756)

Luísa morreu em 8 de agosto de 1756 e, cinco meses depois, em 20 de janeiro de 1757,  em Copenhague, Ernesto contrai segundas núpcias com a princesa Cristiana de Brandemburgo-Bayreuth, filha do príncipe Frederico Cristiano de Brandeburgo-Bayreuth', com quem teve uma filha:
- Frederica Sofia Maria Carolina (1757)

Cristiana morreu no parto de sua filha, em 8 de outubro de 1757. Ernesto voltou a casar-se nove meses depois de enviuvar pela segunda vez. No dia 1 de julho de 1758, em Bayreuth, desposou a princesa Ernestina Augusta de Saxe-Weimar, filha do duque Ernesto Augusto I'. Dessa união nasceram três filhos:
- Ernestina Frederica Sofia (1760-1776), casada com Francisco, Duque de Saxe-Coburgo-Saalfeld;
- Carolina (1761-1790), casada com seu tio Eugénio de Saxe-Hildburghausen;
- Frederico (1763-1834), casado com Carlota Jorgina de Mecklemburgo-Strelitz.

## Morte
O grande incêndio da cidade de Hildburghausen, em 1779, forçou Ernesto a se mudar para sua residência de caça (o Jagdschloss Seidingstadt), em Straufhain, onde morreu um ano depois, em 23 de setembro de 1780, aos cinquenta e três anos.

## Genealogia
| Ernesto Frederico III, Duque de Saxe-Hildburghausen | Pai: Ernesto Frederico II, Duque de Saxe-Hildburghausen | Avô paterno: Ernesto Frederico I, Duque de Saxe-Hildburghausen | Bisavô paterno: Ernesto, Duque de Saxe-Hildburghausen         |
| Ernesto Frederico III, Duque de Saxe-Hildburghausen | Pai: Ernesto Frederico II, Duque de Saxe-Hildburghausen | Avô paterno: Ernesto Frederico I, Duque de Saxe-Hildburghausen | Bisavó paterna: Sofia de Waldeck                              |
| Ernesto Frederico III, Duque de Saxe-Hildburghausen | Pai: Ernesto Frederico II, Duque de Saxe-Hildburghausen | Avó paterna: Sofia Albertina de Erbach-Erbach                  | Bisavô paterno: Jorge Luís I, Conde de Erbach-Erbach          |
| Ernesto Frederico III, Duque de Saxe-Hildburghausen | Pai: Ernesto Frederico II, Duque de Saxe-Hildburghausen | Avó paterna: Sofia Albertina de Erbach-Erbach                  | Bisavó paterna: Amália Catarina de Waldeck-Eisenberg          |
| Ernesto Frederico III, Duque de Saxe-Hildburghausen | Mãe: Carolina de Erbach-Fürstenau                       | Avô materno: Filipe Carlos, Conde de Erbach-Fürstena           | Bisavô materno: Jorge Alberto II, Conde de Erbach-Fürstenau   |
| Ernesto Frederico III, Duque de Saxe-Hildburghausen | Mãe: Carolina de Erbach-Fürstenau                       | Avô materno: Filipe Carlos, Conde de Erbach-Fürstena           | Bisavó materna: Ana Doroteia Cristina de Hohenlohe-Waldenburg |
| Ernesto Frederico III, Duque de Saxe-Hildburghausen | Mãe: Carolina de Erbach-Fürstenau                       | Avó materna: Carlota Amália de Kunowitz                        | Bisavô materno: João Dietrich, Conde de Kunowitz              |
| Ernesto Frederico III, Duque de Saxe-Hildburghausen | Mãe: Carolina de Erbach-Fürstenau                       | Avó materna: Carlota Amália de Kunowitz                        | Bisavó materna: Doroteia de Lippe-Brake                       |